# هنري كوكبورن
هنري كوكبورن (بالإنجليزية: Henry Cockburn)‏ (و. 1921 – 2004 م) هو لاعب كرة قدم من المملكة المتحدة، والمملكة المتحدة لبريطانيا العظمى وأيرلندا، ولد في لانكشر، شارك في كأس العالم 1950، مركز لعبه هو نصف الجناح، توفي عن عمر يناهز 83 عاماً.

## مسيرته الكروية
لعب هنري كوكبورن خلال مسيرته الاحترافية مع 3 أندية في تسعة عشر موسمًا وسجل خلالها 28 هدفًا ضمن 634 مباراة. ولم يفز بأي موسم بالكأس وفاز في ثلاثة مواسم بالدوري.
خاض هنري كوكبورن مسيرته مع نادي سان لورينزو في موسم 1962 ليلعب معه أربعة عشر موسمًا، مشاركًا في 421 مباراة سجل خلالها 27 هدفًا. ثم انتقل إلى نادي يونيون دي سانتا في في موسم 1976 ليلعب معه أربعة مواسم، حيث شارك في 184 مباراة سجل خلالها هدفًا واحدًا. لينتقل بعدها إلى نادي أتليتيكو كولون ما بين عامي 1980 و1981 لمدة موسم واحد، مشاركًا في 29 مباراة ولم يسجل أي هدف.

## روابط خارجية
- هنري كوكبورن على موقع قاعدة بيانات كرة القدم.إي يو (الإنجليزية)
- هنري كوكبورن على موقع ناشيونال فوتبول تيمز (الإنجليزية)
- هنري كوكبورن على موقع عالم كرة القدم.نت (الإنجليزية)